# Minnesota Timberwolves 1997-1998
La stagione 1997-98 dei Minnesota Timberwolves fu la 9ª nella NBA per la franchigia.
I Minnesota Timberwolves arrivarono terzi nella Midwest Division della Western Conference con un record di 45-37. Nei play-off persero al primo turno con i Seattle SuperSonics (3-2).

## Roster
| N° | Naz.                   | Ruolo | Sportivo         | Anno | Alt. | Peso |
| -- | ---------------------- | ----- | ---------------- | ---- | ---- | ---- |
| 1  | Stati Uniti (bandiera) | G     | Anthony Peeler   | 1969 | 193  | 94   |
| 3  | Stati Uniti (bandiera) | G     | Stephon Marbury  | 1977 | 188  | 82   |
| 4  | Stati Uniti (bandiera) | G     | Micheal Williams | 1966 | 188  | 79   |
| 5  | Stati Uniti (bandiera) | GA    | Doug West        | 1967 | 198  | 91   |
| 6  | Stati Uniti (bandiera) | G     | DeJuan Wheat     | 1973 | 183  | 75   |
| 17 | Stati Uniti (bandiera) | A     | Bill Curley      | 1972 | 206  | 100  |
| 20 | Stati Uniti (bandiera) | A     | Tom Hammonds     | 1967 | 206  | 98   |
| 21 | Stati Uniti (bandiera) | A     | Kevin Garnett    | 1976 | 211  | 100  |
| 22 | Stati Uniti (bandiera) | AC    | Clifford Rozier  | 1972 | 211  | 111  |
| 24 | Stati Uniti (bandiera) | A     | Tom Gugliotta    | 1969 | 208  | 109  |
| 30 | Stati Uniti (bandiera) | G     | Terry Porter     | 1963 | 191  | 88   |
| 31 | Stati Uniti (bandiera) | G     | Reggie Jordan    | 1968 | 193  | 88   |
| 42 | Stati Uniti (bandiera) | A     | Sam Mitchell     | 1963 | 198  | 95   |
| 43 | Stati Uniti (bandiera) | G     | Chris Carr       | 1974 | 196  | 94   |
| 44 | Stati Uniti (bandiera) | AC    | Cherokee Parks   | 1972 | 211  | 107  |
| 53 | Stati Uniti (bandiera) | C     | Stanley Roberts  | 1970 | 213  | 129  |

## Staff tecnico
- Allenatore: Flip Saunders
- Vice-allenatori: Randy Wittman, Greg Ballard, Jerry Sichting